# (264020) Stuttgart
(264020) Stuttgart ist ein Asteroid des inneren Hauptgürtels mit einem Durchmesser von knapp zwei Kilometern. Er wurde am 17. August 2009 vom deutschen Amateurastronomen Erwin Schwab am Tzec Maun Observatory in Mayhill (New Mexico) in den Vereinigten Staaten entdeckt.
Der Asteroid wurde am 2. November 2011 nach Stuttgart, der Landeshauptstadt von Baden-Württemberg, benannt. Die Veröffentlichung erschien am 7. Februar 2012 im Minor Planet Circular Nummer 78272.